# امانوئل مابوانگ
امانوئل مابوانگ (انگلیسی: Emmanuel Maboang؛ زادهٔ ۲۷ نوامبر ۱۹۶۸) بازیکن فوتبال اهل کامرون است.
از باشگاه‌هایی که در آن بازی کرده‌است می‌توان به باشگاه فوتبال مادورا یونایتد، باشگاه فوتبال ریو آوه، باشگاه فوتبال گورنیک زابژه، و باشگاه ورزشی پورتیموننزه اشاره کرد.
وی همچنین در تیم ملی فوتبال کامرون بازی کرده‌است.